# Lijst van burgemeesters van Giessenburg
Dit is een lijst van burgemeesters van de voormalige Nederlandse gemeente Giessenburg van het ontstaan op 1 januari 1957 bij de samenvoeging van de gemeenten Giessen-Nieuwkerk en Peursum totdat het op 1 januari 1986 opging in de fusiegemeente Giessenlanden.
| Ambtsperiode | Naam burgemeester            | Partij of stroming | Bijzonderheden |
| ------------ | ---------------------------- | ------------------ | --- |
| 1957 - 1966  | Nicolaas (N.) van der Brugge | ARP                | sinds 1951 burgemeester van Giessen-Nieuwkerk, Peursum en Schelluinen en vanaf 1 januari 1957 burgemeester van Giessenburg en Schelluinen; tevens vanaf eind 1964 enige tijd waarnemend burgemeester van Oud-Beijerland |
| 1966 - 1982  | Cornelis (C.) Nieuwenhuizen  | ARP / CDA          | tevens burgemeester van Schelluinen, eerder waarnemend burgemeester van Nieuwe Tonge en Stad aan 't Haringvliet |
| 1982 - 1986  | Cees (C.) Bakker             | CDA                | waarnemend burgemeester van Giessenburg en Schelluinen, vanaf 1978 al burgemeester van Ameide en Tienhoven |